# Hervé Tum
Hervé Germain Tum (* 15. Februar 1979 in Yaoundé) ist ein kamerunischer ehemaliger Fußballspieler.

## Spielerkarriere

### Verein
Tum ist Rechtsfüßler, 1,83 m groß und spielt auf der Position des Stürmers. Er wechselte 2008 ablösefrei von Racing Straßburg zu Sivasspor. Hier etablierte er sich schnell als Stammspieler und erzielte in 31 Ligabegegnungen zehn Treffer.
Im Sommer 2009 holte Sivasspor von Istanbul Büyükşehir Belediyespor den Spieler Erman Kılıç und gab neben einer Transfersumme auch seine beiden Spieler Hervé Tum und Kanfory Sylla an Istanbul BB. Bei seiner neuen Wirkungsstätte spielte Tum überwiegend als Stammspieler.
Nach Istanbul BB wechselte er zur Saison 2011/12 ablösefrei zu Gençlerbirliği Ankara, wo er sich nach anfänglichen Startschwierigkeiten einen Stammplatz erkämpfte. Später wurde er mit 15 Treffern bester Schütze seines Vereins und Zweiter in der Torschützenliste der Süper Ligsaison 2011/12. Zum Sommer 2012 lief sein Einjahresvertrag mit Gençlerbirliği aus. Nachdem er sich mit Gençlerbirliği wegen unterschiedlicher Gehaltsvorstellungen nicht einig wurde, erklärte er seinen Abschied von den Hauptstädtern.
Anschließend einigte er sich wenig später mit dem Aufsteiger Elazığspor. Ausschlaggebend für diesen Wechsel war der Trainer Bülent Uygun mit dem Tum bereits bei Sivasspor zusammenarbeitete. Nachdem Uygun im Laufe der Hinrunde von seinem Amt zurücktrat und sein Nachfolger Yılmaz Vural nur gelegentlich einsetzte, verließ Tum Elazığspor zur Winterpause.
Gegen Ende der Wintertransferperiode 2012/13 wechselte Tum zum Zweitligisten Göztepe Izmir.

### Nationalmannschaft
Tum ist von 2004 bis 2009 insgesamt sechs Mal für die kamerunische Fußballnationalmannschaft aufgelaufen.

## Erfolge
- Mit FC Basel
  - Schweizer Meister (2): 2001/02, 2003/04

- Mit Sivasspor
  - Türkischer Vizemeister (1): 2008/09

- Mit Istanbul BB:
  - Türkischer Pokalfinalist (1): 2010/11